# Resolutie 363 Veiligheidsraad Verenigde Naties
Resolutie 363 van de Veiligheidsraad van de Verenigde Naties werd aangenomen op 29 november 1974, op de 1809e vergadering van de Veiligheidsraad. Dat gebeurde met dertien stemmen voor. Twee leden, China en Irak, namen niet deel aan de stemming. De resolutie verlengde de UNDOF-waarnemingsmacht die toezag op de wapenstilstand tussen Syrië en Israël opnieuw met een half jaar.

## Achtergrond
Tijdens de Zesdaagse Oorlog van 1967 bezette Israël de Golanhoogten, die het in 1981 annexeerde. Resolutie 338 van de Veiligheidsraad riep op tot een staakt-het-vuren en de opstart van onderhandelingen. Bij die onderhandelingen kwamen Israël en Syrië tot een akkoord om de wapens neer te leggen. Naar aanleiding daarvan stuurde de Veiligheidsraad een waarnemingsmacht naar de regio om hierop toe te zien.

## Inhoud
De Veiligheidsraad:
- Heeft het rapport van secretaris-generaal Kurt Waldheim over de VN-waarnemersmacht op de wapenneerlegging overwogen.
- Heeft de inspanning om duurzame vrede te bereiken in het Midden-Oosten en de ontwikkelingen daaromtrent opgemerkt.
- Is bezorgd over de opkomende spanningen in de regio.
- Herbevestigt dat de twee akkoorden over wapenneerlegging slechts een stap zijn in de uitvoering van resolutie 338 van de Veiligheidsraad.

1. Beslist:
a. De partijen op te roepen resolutie 338 onmiddellijk uit te voeren.
b. Het mandaat van de waarnemersmacht met zes maanden te verlengen.
c. Dat de secretaris-generaal na deze periode een rapport indient over de ontwikkelingen in de uitvoering van resolutie 338.

## Verwante resoluties
- Resolutie 350 Veiligheidsraad Verenigde Naties
- Resolutie 362 Veiligheidsraad Verenigde Naties
- Resolutie 368 Veiligheidsraad Verenigde Naties
- Resolutie 369 Veiligheidsraad Verenigde Naties

Lijst ·  345 ·  346 ·  347 ·  348 ·  349 ·  350 ·  351 ·  352 ·  353 ·  354 ·  355 ·  356 ·  357 ·  358 ·  359 ·  360 ·  361 ·  362 ·  363 ·  364 ·  365 ·  366